# Pilea harrisii
Pilea harrisii är en nässelväxtart som beskrevs av Ignatz Urban. Pilea harrisii ingår i släktet pileor, och familjen nässelväxter. Inga underarter finns listade i Catalogue of Life.